# Tenorgitarre
| Tenorgitarre                                     |
| ------------------------------------------------ |
| englisch tenor guitar, französisch guitare ténor |
| Tenorgitarre aus dem Jahr 1932                   |
| Klassifikation                                   |
| Chordophon, Zupfinstrument                       |
| Verwandte Instrumente                            |
| Gitarre, Banjo, Ukulele                          |

Tenorgitarre (englisch: tenor guitar) ist die Bezeichnung für einen in den 1920er-Jahren zuerst in den USA eingeführten Gitarrentyp, der statt der für das Zupfinstrument Gitarre bis dahin üblichen sechs Saiten nur über vier Saiten verfügt. Zunächst war die für Tenorgitarren vorgesehene Stimmung der Saiten identisch mit derjenigen von Tenor-Banjos, im Tonintervall Quinte. Damit sollte Banjo- aber auch Violinenspielern der Umstieg auf die Gitarre erleichtert werden. In den darauf folgenden Jahrzehnten wurden Tenorgitarren in Vollresonanz- (Hollowbody), Halbresonanz- (Semi-hollow) und Massivbauweise (Solidbody) hergestellt.

## Geschichte der Tenorgitarre

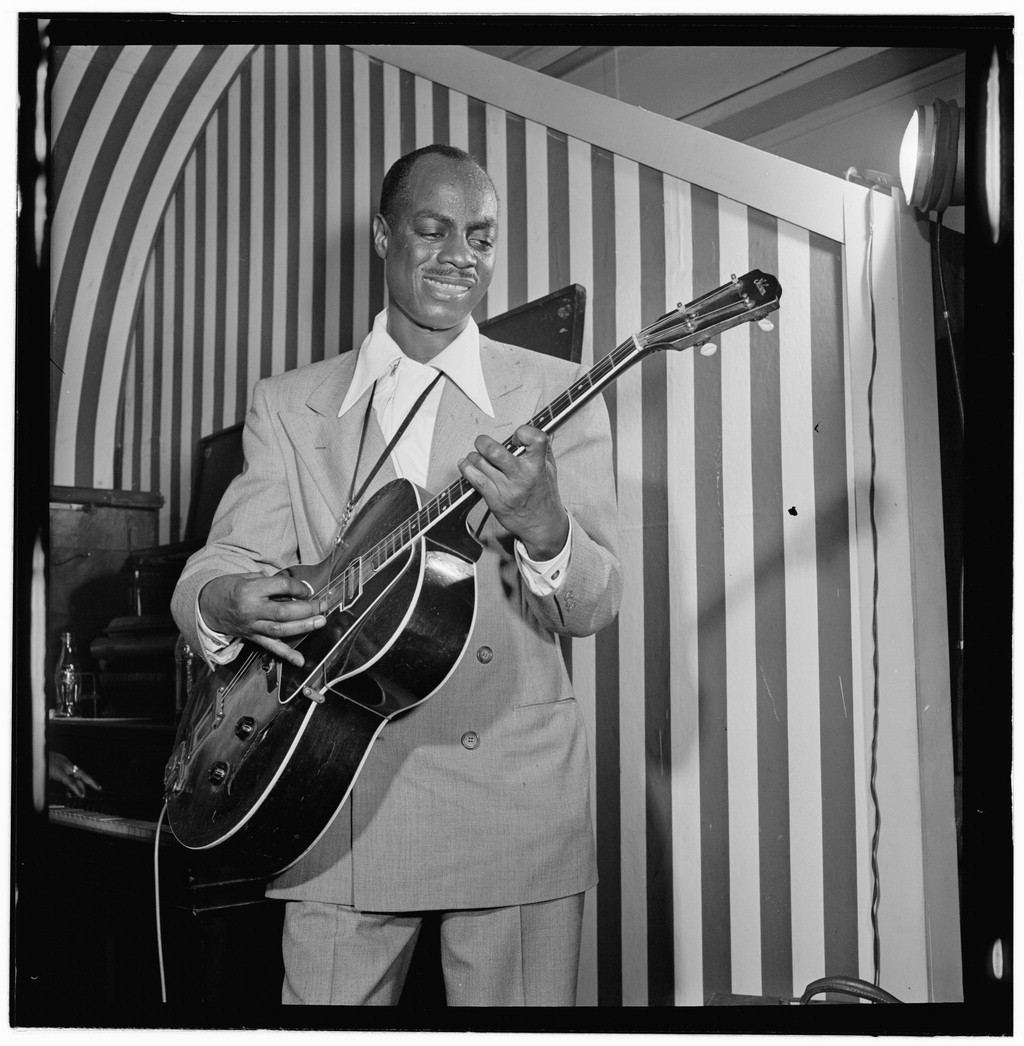
Der Gitarrist Tiny Grimes mit Tenorgitarre (Modell Gibson EST-150), etwa 1947. Fotografie von William P. Gottlieb, New York

Die Geschichte der Tenorgitarre ist eng verbunden mit der Entwicklung der Instrumentenbesetzung von Unterhaltungsorchestern und -Ensembles in den 1920er-Jahren. Zu Anfang des 20. Jahrhunderts waren Violinen auch in Unterhaltungsorchestern weit verbreitet. Mit der Zunahme des Anteils von Blasinstrumenten in Musikgruppen stiegen die Anforderungen an die Lautstärke der Instrumente. Daher wechselten viele Geiger zum lauteren Banjo, das in seiner viersaitigen Version in Quintenstimmung Probleme bei der Umgewöhnung gering hielt.
In den 1920er-Jahren verloren auch Banjos als zur Rhythmusgruppe von Orchestern gehörende Instrumente in den USA an Popularität – zugunsten von Akustikgitarren, die in dieser Zeit mit vergrößerten Ausmaßen des Instrumenten-Korpus an Lautstärkepotential hinzugewannen. Einige Banjospieler passten sich dem wechselnden Zeitgeschmack und den damit verbundenen Arbeitsmöglichkeiten an und wechselten zur Gitarre.
Die Musikinstrumentenhersteller kamen dem neu entstandenen Bedarf entgegen und entwickelten in der zweiten Hälfte der 20er-Jahre die Tenorgitarre, die wie Violine und Tenorbanjo vier Saiten hat und wie diese in Quinten gestimmt ist. Die Tonlage der ersten Tenorgitarren, die als reines Rhythmus- und Begleitinstrument konzipiert worden waren, entspricht mit c-g-d'-a' exakt derjenigen von Tenorbanjos. Instrumente dieser Ausführung verfügen über 19 Bünde.
Spätere Modelle von Tenorgitarren wurden modifiziert, um den Ansprüchen an den Tonumfang von Melodieinstrumenten gerecht zu werden. Die Mensur wurde um etwa 10 cm verlängert, und der Hals trägt in dieser Variante 22 statt 19 Bünde. Die Stimmung dieser „Plektrumgitarre“ genannten Instrumente wurde ebenfalls verändert: Die dafür gebräuchlichsten Stimmungen sind c-g-h-d' sowie d-g-h-e'. Die zweite Stimmung mit Tonabständen von einer reinen Quarte, einer großen Terz und einer reinen Quarte entspricht der Stimmung einer Bariton-Ukulele bzw. der Stimmung der hohen vier Saiten einer sechssaitigen Gitarre in Standardstimmung.
Seit den 1960er-Jahren sind Tenorgitarren weitgehend aus dem Angebot von Gitarrenherstellern und auch aus der Musik-Öffentlichkeit verschwunden. Mit dem Gitarristen Tiny Grimes (siehe nebenstehendes Foto) starb im Jahr 1989 der letzte international bekannte Musiker, der vorwiegend dieses Instrument auf der Bühne und auf Schallplattenaufnahmen spielte.
Einer der im deutschsprachigen Raum bekanntesten Spieler von Tenorgitarren ist der deutsch-österreichische Schauspieler und Sänger Peter Kraus. Kraus spielte in den 1950er- und 1960er-Jahren elektrisch verstärkte Halbresonanz-Tenorgitarren und warb so für Musikinstrumente des Herstellers Framus. Die Framus-Tenorgitarren wurden jedoch bereits in den 60er-Jahren wieder aus der Produktpalette der Firma gestrichen.

## Hersteller
Zu den namhaften Herstellern von Tenorgitarren zählten die Musikinstrumentenbau-Unternehmen Gibson, Epiphone, C. F. Martin & Co., D’Angelico, National und Guild. Die Firma Martin ist einer der wenigen Hersteller, die gegenwärtig noch Tenorgitarren-Modelle in ihrer Produktpalette führen. Seit 2010 stellt die Firma Eastwood Guitars eine Signature-Tenorgitarre her, in Zusammenarbeit mit Warren Ellis von der Band Nick Cave and the Bad Seeds. Die tschechische Firma Amistar baut eine resophonische Tenorgitarre.